# Melanotaenia parva
Melanotaenia parva aus der Familie der Regenbogenfische ist ein Endemit aus dem Kurumoi-See in der Nähe des Vogelkop, West-Papua. Die Art wurde 1989 während einer Expedition in die Bintuni-Bucht von Gerald Allen entdeckt.

## Merkmale
Die Männchen haben rote Flossen, der Körper ist mehr oder weniger rötlich gefärbt. Der Melanotaenia-typische schwarze Längsstreifen ist nur im vorderen Bereich stark ausgeprägt. Weibchen sind im Vergleich zu Männchen einheitlich blass-gelblich ausgefärbt und bleiben etwas kleiner. Melanotaenia parva wird trotz seines Namens (lat. parva = klein) mit über 10 cm Länge fast so groß wie viele andere Regenbogenfische auch.
Melanotaenia parva ist sehr eng verwandt mit der in unmittelbarer Nachbarschaft vorkommenden Art Melanotaenia angfa. Mittels vergleichenden genetischen Untersuchungen lassen sich beide Arten nicht unterscheiden, morphologisch gibt es jedoch Unterschiede hinsichtlich der Anzahl der Hartstrahlen in der ersten Rückenflosse und der Weichstrahlen der zweiten Rücken- und Afterflosse sowie der Anzahl der Schuppen auf den Wangen.

## Vorkommen und Habitat
Melanotaenia parva konnte nur im etwa 500 mal 800 m großen Kurumoi-See  im Einzugsgebiet des Flusses Yakati nachgewiesen werden. Die meisten Exemplare wurden in der Nähe des schlammigen, dicht mit Unterwasservegetation bewachsenen Ufers in trübem Wasser gefangen. Im isolierten und abgelegenen See wurden außerdem die Schläfergrundel Oxyeleotris fimbriata und als Neozoon der ostafrikanische Mosambik-Buntbarsch (Oreochromis mossambica) gefangen.
Im Laufe der Jahre scheint der Seespiegel drastisch gesunken zu sein. 2007 war der kleine See bis auf einige Rinnen fast ganz ausgetrocknet. Aufgrund dieser Tatsache wird die Art in der Natur als stark gefährdet eingestuft.
Seit dem Jahr 2000 gibt es dank Heiko Bleher, der einige Fische einführte, jedoch in den USA und Europa Bestände in der Aquaristik, die seitdem durch Nachzucht (z. B. innerhalb der Internationalen Gesellschaft für Regenbogenfische) vermehrt werden.